# Linaria bordiana
Linaria bordiana là một loài thực vật có hoa trong họ Mã đề. Loài này được Santa & Simonn. mô tả khoa học đầu tiên năm 1951.